# La Revue de Terrebonne
 (juin 2011).
Si vous disposez d'ouvrages ou d'articles de référence ou si vous connaissez des sites web de qualité traitant du thème abordé ici, merci de compléter l'article en donnant les références utiles à sa vérifiabilité et en les liant à la section « Notes et références ».
La Revue de Terrebonne est un journal hebdomadaire fondé par Aimé Despatie à Terrebonne au Québec en mai 1959.

## Histoire
La Revue parait le mercredi dans la MRC Les Moulins[Quoi ?] (région Lanaudière, Québec, Canada) et dessert les villes de Terrebonne et de Mascouche. Son tirage est de 55 000 exemplaires[réf. souhaitée]. Il emploie une trentaine d'employés et de collaborateurs. 
Aimé Despatie a transmis la direction du journal à sa fille Marie-France qui y a travaillé près de 30 ans et le dirigea pendant une quinzaine d’années. En juillet 2004, Gilles Bordonado acquiert le journal et en prend la direction. Ce dernier s'était joint à l'équipe rédactionnelle dès août 1989. De pigiste à ses débuts, il était devenu journaliste permanent, rédacteur en chef et directeur adjoint avant d'acquérir l'entreprise.
La Revue est membre d'Hebdos Québec. La Revue de Terrebonne édite une quinzaine de cahiers thématiques[réf. souhaitée]. En octobre 2008, Gilles Bordonado a fait l'acquisition du bottin téléphonique Le Guide Rouge. 
Au printemps 2011, La Revue propose une application gratuite d'information pour la première fois s'agissant d'un journal hebdomadaire québécois[réf. nécessaire]. En 2011, La Revue a reçu le Mercure, PME de l'année, contribution au Développement économique et régional, à l'occasion du concours des Mercuriades de la Fédération des chambres de commerce du Québec. En octobre 2011, la Société nationale des Québécoises et des Québécois de Lanaudière a remis à La Revue le Prix du Développement économique et la Médaille Raoul-Charette.
La société s'est porté acquéreur de son concurrent direct, le journal hebdomadaire Le Trait d'Union, des mains de TC Média, le 15 octobre 2015.